# Batlava
Batllavë en albanais et Batlava en serbe latin (en serbe cyrillique : Батлава) est une localité du Kosovo située dans la commune/municipalité de Podujevë/Podujevo, district de Pristina (Kosovo) ou district de Kosovo (Serbie). Selon le recensement kosovar de 2011, elle compte 2 334 habitants.

## Géographie
Sur le territoire du village se trouve le lac de Batlava.

## Histoire
Dans le village, les ruines de l'église Sainte-Marie remontent au XVIIe siècle ; mentionnées par l'Académie serbe des sciences et des arts, elles sont inscrites sur la liste des monuments culturels du Kosovo.

## Démographie

### Évolution historique de la population dans la localité
| 1948  | 1953  | 1961  | 1971  | 1981  | 1991  | 2011  |
| ----- | ----- | ----- | ----- | ----- | ----- | ----- |
| 1 006 | 1 086 | 1 355 | 1 470 | 1 882 | 2 245 | 2 334 |

|  |

### Répartition de la population par nationalités (2011)
En 2011, les Albanais représentaient 97,94 % de la population.